# Ursa (Illinois)
Ursa es una villa ubicada en el condado de Adams en el estado estadounidense de Illinois. En el Censo de 2010 tenía una población de 626 habitantes y una densidad poblacional de 346,77 personas por km².

## Geografía
Ursa se encuentra ubicada en las coordenadas 40°4′27″N 91°22′22″O / 40.07417, -91.37278. Según la Oficina del Censo de los Estados Unidos, Ursa tiene una superficie total de 1.81 km², de la cual 1.81 km² corresponden a tierra firme y (0%) 0 km² es agua.

## Demografía
Según el censo de 2010, había 626 personas residiendo en Ursa. La densidad de población era de 346,77 hab./km². De los 626 habitantes, Ursa estaba compuesto por el 98.56% blancos, el 0.16% eran afroamericanos, el 0.32% eran amerindios, el 0.32% eran asiáticos, el 0% eran isleños del Pacífico, el 0.48% eran de otras razas y el 0.16% pertenecían a dos o más razas. Del total de la población el 0.64% eran hispanos o latinos de cualquier raza.